# التهاب العضلات
التهاب العضلات المتعدد (PM) (بالإنجليزية: Polymyositis) هو نوع من الالتهاب المزمن للعضلات (اعتلال عضلي التهابي) يرتبط بالتهاب الجلد العضلي والتهاب العضلات البدني الشامل. اسمه مشتق من poly- "العديد" myos- "العضلات" و-itis "الالتهاب". يوجد الالتهاب في التهاب العضلات المتعدد بشكل رئيسي في الطبقة الداخلية للعضلات الهيكلية، بينما يتميز التهاب الجلد العضلي بشكل أساسي بالتهاب الطبقة المحيطة بالعضلات الهيكلية.

## العلامات والأعراض
العلامة المميزة لالتهاب العضلات المتعدد هي ضعف و/أو فقدان الكتلة العضلية في العضلات القريبة، بالإضافة إلى انحناء الرقبة والجذع. يمكن أن ترتبط هذه الأعراض بألم ملحوظ في هذه المناطق أيضًا. غالبًا ما تتأثر عضلات الفخذ بشدة، مما يؤدي إلى صعوبة خاصة في صعود السلالم والنهوض من وضعية الجلوس. لا يوجد تأثر جلدي في التهاب العضلات المتعدد كما في التهاب الجلد العضلي. يحدث عسر أو صعوبة في البلع أو مشاكل أخرى في حركة المريء لدى حوالي ثلث المرضى. تظهر حمى خفيفة وتضخم في الغدد الليمفاوية. يمكن أن يكون سقوط القدم في إحدى القدمين أو كليهما أحد أعراض التهاب العضلات المتقدم والتهاب العضلات البدنى الشامل. تشمل التأثيرات الجهازية لالتهاب العضلات مرض الرئة الخلالي أو البينى (ILD) وأمراض القلب، مثل قصور القلب واضطرابات التوصيل. يميل التهاب العضلات إلى الظهور في مرحلة البلوغ، ويظهر بضعف عضلي ثنائي الطرف يُلاحظ غالبًا في الجزء العلوي من الساقين بسبب التعب المبكر أثناء المشي. أحيانًا يظهر الضعف على شكل عدم القدرة على النهوض من وضعية الجلوس دون مساعدة أو عدم القدرة على رفع الذراعين فوق الرأس. يتطور الضعف بشكل عام، مصحوبًا بالتهاب لمفاوي (خاصةً الخلايا التائية السامة للخلايا).

### الأمراض المصاحبة
يرتبط التهاب العضلات المتعدد والاعتلالات العضلية الالتهابية المصاحبة له بزيادة خطر الإصابة بالسرطان. السمات التي وجدوها مرتبطة بزيادة خطر الإصابة بالسرطان تشمل التقدم في السن، وتجاوز سن 45، والجنس الذكرى، وصعوبة البلع، وموت خلايا الجلد، والتهاب الأوعية الدموية الجلدية، والظهور السريع لالتهاب العضلات (أقل من 4 أسابيع)، وارتفاع مستوى الكرياتين كيناز، وارتفاع معدل ترسيب كريات الدم الحمراء، وارتفاع مستويات البروتين التفاعلي-سي. ارتبطت عدة عوامل بانخفاض خطر الإصابة عن المتوسط، بما في ذلك وجود مرض الرئة الخلالي، والتهاب وألم المفاصل، ومتلازمة رينود، أو الأجسام المضادة(anti-jo-1). أما الأورام الخبيثة المصاحبة فهي سرطان البلعوم الأنفي، وسرطان الرئة، وسرطان الغدد الليمفاوية ، وسرطان المثانة، وغيرها. تظهر إصابة القلب عادةً في صورة قصور في القلب، وهو موجود لدى حوالي 77% من المرضى. مرض الرئة الخلالي موجود لدى حوالي 65% من مرضى التهاب العضلات المتعدد، كما هو مُحدد في التصوير المقطعي المحوسب عالي الدقة (HRCT) أو عيوب التهوية التقييدية المتوافقة مع مرض الرئة الخلالي.

## الأسباب
التهاب العضلات المتعدد هو اعتلال عضلي التهابي يسببه الخلايا التائية السامة للخلايا مع مستضد ذاتي غير معروف حتى الآن، بينما التهاب الجلد العضلي هو اعتلال في الأوعية الدموية ويؤدي إلى التهاب العضلات والتهاب الجلد النموذجي.
```
سبب التهاب العضلات المتعدد غير معروف، وقد يشمل 
الفيروسات
 وعوامل 
المناعة الذاتية
. قد يُحفز السرطان التهاب العضلات المتعدد والتهاب الجلد العضلي، ربما من خلال رد فعل مناعي ضد السرطان الذي يهاجم أيضًا مكونات العضلات.
[
8
]
 هناك أدلة مبدئية على ارتباطه بالاضطرابات الهضمية.
[
9
]
 في حالات نادرة يمكن أن تكون عوامل هذا المرض معدية، ومرتبطة مع مسببات أمراض مثل 
مرض لايم
 و
داء المقوسات
، وعوامل معدية أخرى. يعتبر التهاب العضلات غير مميت غالبا. هناك مسبب مهم آخر للمرض هو زيادة تأثير 
معقد التوافق النسيجي الكبير
 في 
البروتينات
.
```

## التشخيص
يتكون التشخيص من أربعة أجزاء: التاريخ المرضي والفحص السريري، وارتفاع مستوى الكرياتين كيناز (creatine kinase) وتغيرات التخطيط الكهربي العضلي (EMG)، وخزعة العضلات الإيجابية.
```
السمة السريرية المميزة لالتهاب العضلات المتعدد هي ضعف العضلات القريبة، مع وجود نتائج أقل أهمية مثل ألم العضلات وصعوبة البلع. تظهر نتائج قلبية ورئوية في حوالي 25% من حالات مرضى التهاب العضلات المتعدد.
```

غالبًا ما يُشخص التهاب العضلات المتقطع البدني الشامل (sIBM) خطأً على أنه التهاب العضلات المتعدد أو التهاب الجلد العضلي، ولكن يمكن تمييزه بأنه التهاب العضلات الذي لا يستجيب للعلاج. يستمر التهاب العضلات المتقطع البدني الشامل على مدى أشهر إلى سنوات؛ بينما يستمر التهاب العضلات المتعدد على مدى أسابيع إلى أشهر. يميل التهاب العضلات المتعدد إلى الاستجابة بشكل جيد للعلاج، على الأقل في البداية؛ بينما لا يستجيب التهاب العضلات الشامل. من الملاحظ أن هذان المرضان يتشابهان في الكثير من السمات، خاصة في سياق النشاط الأولي للجهاز المناعي، غير أن التهاب العضلات لا يظهر فيه تشوه للبروتينات. تختلف الآليات التي يعمل بها هذان المرضان تماما عن تلك التي في مرض التهاب الجلد.

### النتائج المعملية
وجود أجسام مضادة (anti-jo-1) في نسبة تزيد على 65% من المرضى. ارتفاع نسبة الكرياتين كيناز هو علامة مميزة، لكن غير مختصة أو محصورة على التهاب العضلات.

## العلاج
يُعد الكورتيكوستيرويدات العلاج الأولي لالتهاب العضلات المتعدد. عادة تكون جرعة عالية من (الكورتيزون) هي العلاج الأمثل. حيث يساعد هذا العلاج على الشفاء في مدة تتراوح بين 4-6 أسابيع في أغلب الحالات. أما المرضى الذين لا يظهرون استجابة لهذا العلاج فيجربون أنواع أخرى من أدوية المناعة كفصل البلازما أو الغلوبيولينات المناعية عن طريق الوريد. يمكن أن تساهم التمارين العلاجية المتخصصة لتحسين جودة الحياة.

## علم الأوبئة والإحصاء الحيوي
يُصيب التهاب العضلات المتعدد الإناث أكثر من الذكور.

## التهاب العضلات المتعدد كتشخيص مستقل
أتاح اكتشاف العديد من الأجسام المضادة الذاتية الخاصة بالتهاب العضلات خلال العقود الماضية وصف مجموعات فرعية أخرى من التشخيصات، وتحديدًا اكتشاف متلازمة Antisynthetase في تقليل عدد تشخيصات التهاب العضلات المتعدد.

## حالات جديرة بالذكر
- دان كريستنسن، رسام الفن التجريدي. توفي بسبب فشل القلب الناجم عن التهاب العضلات المتعدد.[14]
- روبرت إريكسون، مؤلف موسيقي أمريكي ومعلم. توفي نتيجة تأثيرات التهاب العضلات المتعدد.
- أنا إسترادا، أول شخص في بيرو يتوفى بسبب القتل الرحيم في 21 أبريل 2024 عن عمر يناهز 47 عامًا.
- ديفيد لين، مخرج أفلام.[15][16]
- إريك سامويلسن، كاتب مسرحي.[17]